# Sangli
Sangli (en Marathi: सांगली) est une ville d'Inde ayant une population d'environ 601 214 habitants dans l'État du Maharashtra.